# Cause for Conflict
Cause for Conflict (englisch Konfliktursache) ist das siebte Studioalbum der deutschen Thrash-Metal-Band Kreator. Es erschien im August 1995 bei Gun Records. Das Album stellte streckenweise eine Rückkehr zum Thrash Metal vor dem experimentellen Vorgänger Renewal dar. Auf Cause for Conflict spielte erstmals mit Christian Giesler (Bass) und Joe Cangelosi (Schlagzeug) eine neue Rhythmussektion. Zugleich ist es das letzte Studioalbum mit Frank Blackfire an der Gitarre.

## Entstehung und Musikstil
Zwischen Renewal und Cause for Conflict lagen etwa drei Jahre, was auch in der Erschöpfung vom langen Touren begründet lag. Zudem erfolgte in dieser Zeit ein Wechsel des Labels von Noise zu Gun Records. Darüber hinaus mussten mit Christian Giesler für Rob Fioretti und Joe Cangelosi (zuvor bei Whiplash) für Jürgen „Ventor“ Reil zwei neue Bandmitglieder integriert werden. Letzterem wurden vor seinem Ausstieg Drogenprobleme nachgesagt. Zwar ist auf der mit Vincent Wojno in Burbank, Kalifornien, eingespielten Platte Cause for Conflict musikalisch eine Rückkehr in eine von Kreator gewohnte musikalische Richtung zu bemerken, doch erreicht die Platte gesanglich nicht ganz das Shouting der frühen Alben.

## Rezeption
Eduardo Rivadavia von allmusic.com nannte Cause for Conflict das „verwirrteste und verwirrendste“ Album in Kreators Karriere, zugleich eines der am wenigsten populären. Man habe die jüngsten Experimente mit der schnelleren, aber stilistisch begrenzteren Musik von früher zu vereinen versucht. Die schnelleren Stücke auf Cause for Conflict klängen allerdings „gezwungen und nicht überzeugend“. Das Album wurde mit drei von fünf Sternen bewertet. Frank Albrecht vom Rock Hard lobte es dagegen sehr und vergab 9,5 von 10 Punkten. Er sprach von einem „Keulenschlag der Marke Extreme Aggression“. Besonders hob er das Schlagzeugspiel von Joe Cangelosi hervor. Auf www.metal.de wurde das Album nicht als Klassiker „der Band oder des Genres“ bezeichnet, da die „Messlatte“ früherer Veröffentlichungen Kreators zu hoch liege. Jedoch habe man es „mit einem erstklassigen und wichtigem Werk der Essener Thrash-Titanen zu tun“. Auf der Webseite www.metal-observer.com wurden bei Cause for Conflict „moderne“ Einflüsse von Pantera und den neueren Slayer gesehen. Das Album habe mehr Präsenz in der Live-Setlist verdient. 8,5 von zehn Punkten wurden vergeben.
Mille Petrozza bezeichnete im Jahr 2017 das Album in einen Interview von Noisey.Vice.com, in dem er seine eigenen Albem bewerten sollte, als „gewollt und nicht gekonnt“ und stufte es als schlechtestes Kreator Album ein.

## Titelliste
1. Prevail – 3:59
2. Catholic Despot – 3:23
3. Progressive Proletarians – 3:24
4. Crisis of Disorder – 4:17
5. Hate Inside Your Head – 3:39
6. Bomb Threat – 1:47
7. Men Without God – 3:46
8. Lost – 3:35
9. Dogmatic – 1:27
10. Sculpture of Regret – 2:59
11. Celestial Deliverance – 3:15
12. Isolation – 11:54

Alle Songs wurden von Kreator geschrieben, Texte von Mille Petrozza. Auf einigen Versionen ist das Stück State Oppression (1:39), im Original von Raw Power, an zwölfter Stelle enthalten, Isolation an dreizehnter. Cause for Conflict erschien auch in einer auf 15.000 Stück limitierten Metallbox. Hier ist State Oppression nicht enthalten.

## Chartplatzierungen
| ChartsChartplatzierungen | Höchstplatzierung | Wochen |
| ------------------------ | ----------------- | ------ |
| Deutschland (GfK)        | 48 (9 Wo.)        | 9      |